# Lymphadénopathie angioimmunoblastique
 Mise en garde médicale
Le lymphome T angioimmunoblastique (ou lymphadénopathie angioimmunoblastique) est un type de lymphome T de bas grade de malignité.

## Profil immunohistochimique
- Marqueurs T : CD3+, CD5+
- CD10+